# Pingelap Atoll
Pingelap Atoll är en atoll i Mikronesiska federationen.   Den ligger i kommunen Pingelap Municipality och delstaten Pohnpei, i den östra delen av landet, 290 km öster om huvudstaden Palikir. Pingelap Atoll ligger 1 meter över havet. Arean är 1,8 kvadratkilometer. 